# Yamen Ben Zekri
Yamen Ben Zekri, né le 6 octobre 1979 à Tunis, est un footballeur tunisien jouant au poste de défenseur central.

## Biographie
Ben Zekri a été formé au Club sportif de Hammam Lif, basé dans la banlieue sud de Tunis. Il se fait repéré par le  Club africain de Tunis en 2004 et confirme le talent entrevu dans son club précédent. En 2006, âgé de 26 ans, il tente l'aventure à Bahreïn en s'engageant quatre mois avec le club d'East Riffa.
Il poursuit sa carrière dans un autre grand club africain, le Zamalek du Caire, où il réalise une bonne première saison en Égypte, obtenant même trois sélections en équipe de Tunisie. Toutefois, lors du deuxième exercice, il se blesse et résilie son contrat en janvier 2008.
À l'été 2008, il décida de donner un nouveau tournant à sa carrière en rejoignant l'Europe, où il effectue un essai à Brest, puis à Bastia. C'est finalement en Corse qu'il décide de s'installer en signant un contrat de deux ans. Pour sa première saison en Ligue 2, il est en concurrence avec Arnaud Maire et Mehdi Méniri, mais réussit tout de même à se montrer à son avantage, jouant 21 matchs au total. Il retrouve même la sélection tunisienne.
Le 25 août 2009, il rejoint le club qatari d'Al-Shamal puis Al Wahda Tripoli (club de la capitale libyenne) en 2010 et Al-Salmiya en 2011.

## Carrière
- 2001-juillet  2004 : Club sportif de Hammam Lif (Tunisie)
- juillet 2004-juillet 2006 : Club africain (Tunisie)
- juillet 2006-janvier 2008 : Zamalek Sporting Club (Égypte)
- janvier-juillet 2008 : East Riffa Sports and Cultural Club (Bahreïn)
- juillet 2008-août 2009 : Sporting Club de Bastia (France)
- août 2009-août 2010 : Al-Shamal Sports Club (Qatar)
- août 2010-juillet 2011 : Al Wahda Tripoli (Libye)
- juillet 2011-juin 2014 : Al-Salmiya Sporting Club (Koweït)

## Palmarès
- Coupe de Tunisie : 2001 (Club sportif de Hammam Lif)
- Coupe d'Égypte : 2008